# Takhat (XX dinastia)
Takhat (fl. XII secolo a.C.) è stata una regina egizia della XX dinastia, madre del faraone Ramses IX (regno: 1129 - 1111 a.C.). Fu la sposa del principe Montuherkhepshef, un figlio dell'importante sovrano Ramses III.
Una camera della tomba di Amenmesse, la KV10 della Valle dei Re, fu probabilmente riciclata e ridecorata per lei: al suo interno è stata rinvenuta parte di una mummia, forse la sua.

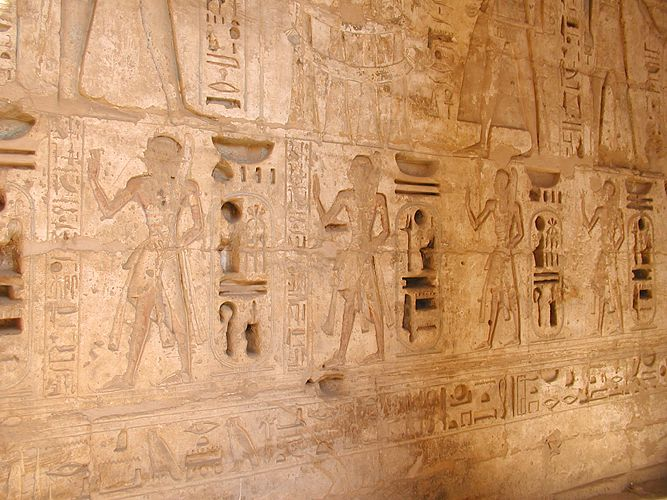
Particolare della processione dei figli di Ramses III (fra cui Montuherkhepshef, marito di Takhat) nel Tempio funerario di Medinet Habu.
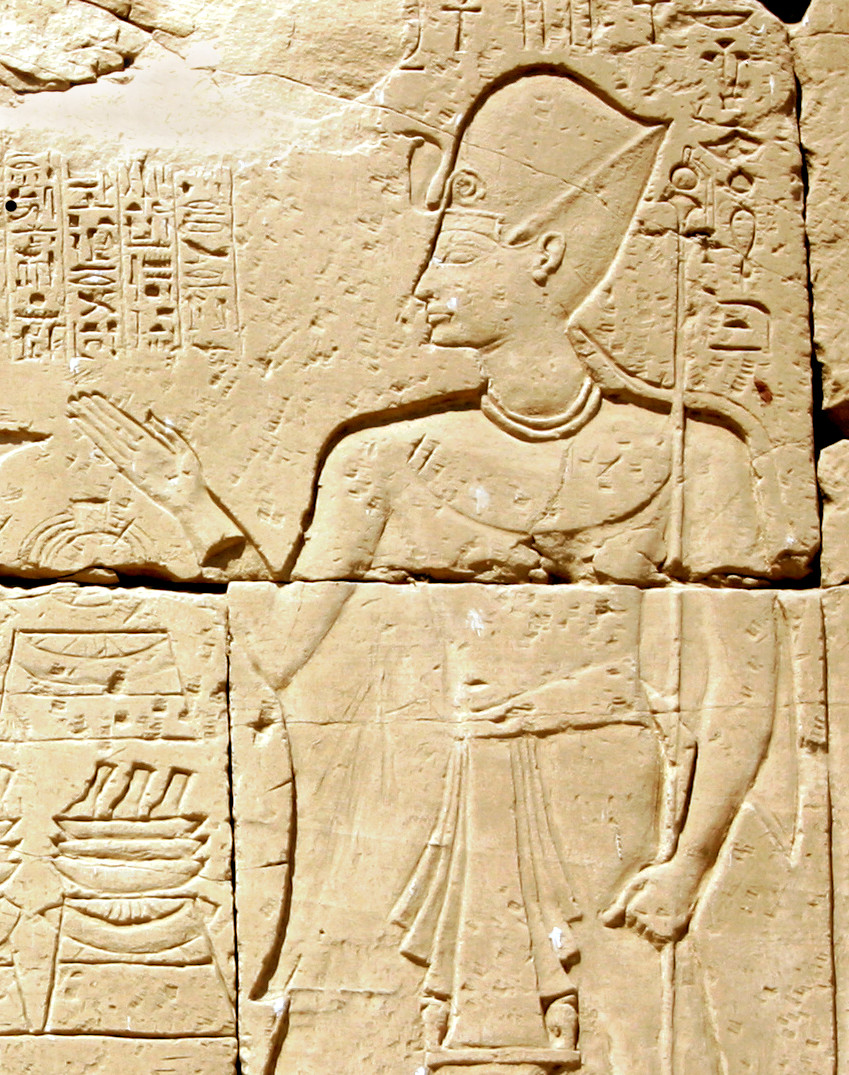
Rilievo di Ramses IX, figlio di Takhat, nel Complesso templare di Karnak.

## Titoli
- Grande sposa reale
- Madre del re d'Egitto
- Figlia del re